# Камбрийский язык
Камбри́йский язык (англ. Cumbriс) — мёртвый кельтский язык бриттской подгруппы, распространенный в прошлом на северо-западе Англии и, вероятно, на юге Шотландии, прежде чем бриттское население было полностью ассимилировано пришлыми англосаксами и гойделами. Памятников камбрийского языка почти не сохранилось, если не считать топонимов, некоторых личных топонимов и трёх слов в латинском тексте законов, восходящем к XI веку.
До прихода англосаксов в Британию бритты населяли большую часть острова, в частности нынешний юг Шотландии и северо-запад Англии. Позже они стали подвергаться давлению саксов с востока и ирландцев на северо-западе. В 616 году, после битвы при Честере Нортумбрия окончательно завладела нынешними Ланкаширом и Чеширом, тем самым отрезав бриттов Уэльса от их северных соплеменников. До этого времени Уэльс и так называемый «Древний Север» (валл. Yr Hen Ogledd) составляли политическое и культурное единство, именно на севере были созданы сохранившиеся в валлийской записи поэмы Анейрина и Талиесина (обычно принята датировка VI веком). Для этого времени не принято говорить о камбрийском языке: под этим названием обычно подразумевают язык несколько более позднего времени, после отделения Камбрии от Уэльса.
Топонимические данные показывают, что камбрийский был весьма близок современным ему бриттским языкам, в частности валлийскому: ср. топоним Pensax, дословно «голова (м. б. скала) сакса», валл. Pen (y) Sais). Само название Камбрии является камбрийским и восходит к тому же бриттскому *kom-brogi 'соотечественники', что и самоназвание валлийцев: Cymry.
В документе, известном как Leges inter Brettos et Scottos, «Законы среды бриттов и скоттов», составленном при Давиде I, фигурируют три камбрийских юридических термина, имеющих точные соответствия в средневековом валлийском праве: galnys (ср. galanas, выкуп, который должна была заплатить семья убийцы родственникам убитого), mercheta (merch, меркет, выкуп за невесту) и kelkyn (cylch, гостевание, дословно «круг»).
В северной Англии также засвидетельствованы специальные системы счёта (обычно для счёта овец), которые весьма схожи с кельтскими числительными. Ср. первые десять чисел по-валлийски: un, dau, tri, pedwar, pump, chwech, saith, wyth, naw, deg, а также pymtheg '15', ugain '20'.
| *  | Кесвик  | Уэстморленд | Эскдейл | Миллом | Хай-Фёрнесс | Уэсдейл | Тисдейл  | Суэйлдейл | Уэнслидейл | Айршир  |
| -- | ------- | ----------- | ------- | ------ | ----------- | ------- | -------- | --------- | ---------- | ------- |
| 1  | yan     | yan         | yaena   | aina   | yan         | yan     | yan      | yahn      | yan        | yinty   |
| 2  | tyan    | tyan        | taena   | peina  | taen        | taen    | tean     | tayhn     | tean       | tinty   |
| 3  | tethera | tetherie    | teddera | para   | tedderte    | tudder  | tetherma | tether    | tither     | tetheri |
| 4  | methera | peddera     | meddera | pedera | medderte    | anudder | metherma | mether    | mither     | metheri |
| 5  | pimp    | gip         | pimp    | pimp   | pimp        | nimph   | pip      | mimp(h)   | pip        | bamf    |
| 6  | sethera | teezie      | hofa    | ithy   | haata       | -       | lezar    | hith-her  | teaser     | leetera |
| 7  | lethera | mithy       | lofa    | mithy  | slaata      | -       | azar     | lith-her  | leaser     | seetera |
| 8  | hovera  | katra       | seckera | owera  | lowera      | -       | catrah   | anver     | catra      | over    |
| 9  | dovera  | hornie      | leckera | lowera | dowa        | -       | horna    | danver    | horna      | dover   |
| 10 | dick    | dick        | dec     | dig    | dick        | -       | dick     | dic       | dick       | dik     |
| 15 | bumfit  | bumfit      | bumfit  | bumfit | mimph       | -       | bumfit   | mimphit   | bumper     | -       |
| 20 | giggot  | -           | -       | -      | -           | -       | -        | -         | -          | -       |

Все эти числа похожи и друг на друга, и на кельтские, хотя иногда они явно меняются в связи с народной этимологией (ср. bumper, видимо от английского bump) или с требованиями рифмы. Иногда утверждается, что эти системы сохранились с тех времён, когда кумбрийский был живым языком (тем более что сходные феномены, связанные с  корнским языком, встречаются в Корнуолле). Однако не исключена и возможность того, что эти числительные принесли на север Англии валлийцы, приезжавшие туда на заработки (тогда их появление относится, конечно, к гораздо более позднему времени).

## Попытка возрождения
В 2000-е годы группа энтузиастов предложила проект возрождения камбрийского языка и создала веб-сайт для социальной работы и «путеводитель по камбрийскому языку» для его продвижения, но без большого успеха. В группе были большие споры о том, на чём основывать «возрождённый камбрийский»: на сохранившихся источниках языка, или попытаться восстановить форму, которую позднекамбрийский мог получить после зафиксированного письменными источниками языка, но он сам просто предполагал использовать в качестве основы валлийский язык, с его богатой литературой, культурой и историей.